# Who Killed Vincent Chin?
Who Killed Vincent Chin? (Englisch für Wer tötete Vincent Chin?) ist ein US-amerikanischer Dokumentarfilm aus dem Jahr 1988. Regie führten Christine Choy und Renee Tajima-Peña.

## Mordfall Vincent Chin
Der Film befasst sich mit dem Mord an Vincent Chin, einem chinesischstämmigen US-Amerikaner, der am 19. Juni 1982 von Ronald Ebens und Michael Nitz in Detroit überfallen sowie mit einem Baseballschläger verprügelt wurde. Die Männer hatten sich zuvor in einem Strip-Club kennengelernt. Es kam zum Streit zwischen Chin, Ebens und Nitz. Chin verließ den Club, und die beiden Männer folgten ihm. Ungefähr 20 Minuten später kam es vor einem Fast-Food-Restaurant zur Eskalation. Ebens prügelte mit einem Baseballschläger auf Chin ein, während Nitz das Opfer festhielt. Der 27-jährige Technische Zeichner Chin erlag seinen Verletzungen vier Tage später. Ebens und sein Stiefsohn Nitz arbeiteten beide in der Automobilindustrie; Nitz hatte seine Stelle einige Zeit zuvor verloren. Die US-amerikanische Autoindustrie steckte zu dieser Zeit in einer Krise. Die beiden Angreifer Chins machten die Konkurrenz aus Japan und damit die Japaner verantwortlich. Ebens und Nitz, die Chin für einen Japaner gehalten hatten, wurden verhaftet und in der Folge zu drei Jahren Gefängnis auf Bewährung und einer Geldstrafe von 3750 US-Dollar verurteilt.

## Inhalt
Die beiden Filmemacherinnen Choy und Taijma-Pena lassen in dem Film Chins Mutter und Ronald Ebens über den Mord im Juni 1982 sprechen. Dabei werfen sie die rhetorische Frage auf, wer Vincent Chin wirklich getötet hat. Die Regisseurinnen fragen, ob der Mord tatsächlich nur ein eskalierter Streit war, wie es Ronald Ebens und Michael Nitz immer behaupteten, oder ob doch Rassismus dahinter steckte.

## Hintergrund
2009 wurde ein weiterer Dokumentarfilm veröffentlicht, der sich mit Vincent Chin befasst. In diesem Film mit dem Titel Vincent Who? befragt der Regisseur Curtis Chin circa 80 asiatischstämmige amerikanische Jugendliche, ob sie jemals etwas von Vincent Chin gehört haben.

## Auszeichnungen und Nominierungen
- Oscarverleihung 1989: Nominierung als „Bester Dokumentarfilm“
- United States Film Festival 1988: Auszeichnung als „Beste Dokumentation“
- Hawaii International Film Festival 1988: Auszeichnung als „Beste Dokumentation“
- Aufnahme in das National Film Registry 2021[2]